# L'ombelico di Giovanna
L'ombelico di Giovanna è un romanzo dello scrittore olandese Ernest van der Kwast.

## Trama
Puglia, estate 1945. Il giovane Ezio s'innamora della coetanea Giovanna dopo averla vista in spiaggia con un costume che le lascia scoperta pancia e ombelico. 
Ezio, pur essendo molto timido, riesce a fare la conoscenza di Giovanna, e i due iniziano una relazione. Dopo qualche tempo, Ezio chiede a Giovanna di sposarlo ma lei, essendo una ragazza molto indipendente, rifiuta la proposta di matrimonio. Ezio, per la vergogna, lascia la sua terra e va a vivere a Bolzano lavorando come raccoglitore di mele. 
Dopo sessant'anni passati a Bolzano, il vecchio Ezio riceve una lettera da Giovanna, che gli chiede di incontrarsi nuovamente in Puglia. Ezio accetta l'invito e parte in treno: durante il tragitto ripensa alla sua storia con Giovanna, l'unica donna che abbia mai amato, e alla sua vita trascorsa lontano dalla Puglia.
Giunto in stazione, anche se invecchiata, Ezio riconosce subito Giovanna e le corre incontro per abbracciarla. 

## Edizioni
- Ernest van der Kwast, L'ombelico di Giovanna, traduzione di Alessandra Liberati, collana I Vinili, ISBN Edizioni, 2013,  p. 129, ISBN 978-88-7638-389-2.